# ریباری (شاباتس)
ریباری (به صربی: Ribari) یک منطقهٔ مسکونی در صربستان است که در شاباتس واقع شده‌است. ریباری ۲٬۱۳۱ نفر جمعیت دارد.